# Сычёво (Челябинская область)
Сычёво — деревня в Красноармейском районе Челябинской области России. Входит в состав Озёрного сельского поселения.

## География
Деревня находится на северо-востоке Челябинской области, в лесостепной зоне, на правом берегу реки Миасс, на расстоянии 14 километров (по прямой) к западу от села Миасского, административного центра района. Абсолютная высота 160 метров над уровнем моря.

## Население
| 2002 | 2008 | 2010 |
| ---- | ---- | ---- |
| 298  | ↘294 | ↘291 |

Гендерный состав
По данным Всероссийской переписи населения 2010 года в гендерной структуре населения мужчины составляли 50,2 %, женщины — 49,8 %.
Национальный состав
Согласно результатам переписи 2002 года, в национальной структуре населения русские составляли 88 %.

## Улицы
Уличная сеть деревни состоит из двенадцати улиц.